# Lake Almanor Country Club (Kalifornija)
Lake Almanor Country Club je naseljeno područje za statističke svrhe u američkoj saveznoj državi Kalifornija. Prema popisu stanovništva iz 2010. u njemu je živjelo 419 stanovnika.